# Ondansetron
Ondansetron is een anti-emeticum uit de groep van selectieve serotonine(5-HT)3-receptorantagonisten. Het wordt in combinatie met een corticosteroïde voorgeschreven voor de preventie van misselijkheid of braken ten gevolge van chemotherapie of radiotherapie. Het kan ook worden voorgeschreven voor de preventie van misselijkheid of braken na een operatief ingrijpen. De laatste jaren wordt ondansetron ook gebruikt om extreme zwangerschapsmisselijkheid (hyperemesis gravidarum) te bestrijden. Het is ook effectief bij het stoppen van misselijkheid en braken veroorzaakt door gastro-enteritis.
Het is ontwikkeld door de Glaxo Group uit Londen (tegenwoordig GlaxoSmithKline), dat er in januari 1984 een Brits octrooi voor aanvroeg. Het Amerikaans octrooi werd verleend op 22 september 1987. Glaxo verkoopt het onder de merknaam Zofran ODT en Zofran. Tegenwoordig is het ook verkrijgbaar als generiek geneesmiddel bij diverse andere fabrikanten. Het wordt verkocht onder de vorm van (oplos)tabletten, zetpillen, injectievloeistof of siroop. Ondansetron is in de geneesmiddelen aanwezig als het hydrochloridezout van het dihydraat van ondansetron.
Het molecuul van ondansetron bezit een chiraal centrum, zodat er een (R)- en een (S)-enantiomeer van bestaat. Het handelsmiddel is een 1:1-racemisch mengsel van beide enantiomeren. De R (+)-enantiomeer blijkt de effectieve anti-emetische enantiomeer te zijn.

## Bijwerkingen
Ondansetron heeft relatief weinig bijwerkingen. De bijwerkingen die het meest kunnen voorkomen zijn: hoofdpijn, warmtegevoelens of duizeligheid en constipatie.
Op 13 augustus 2012 waarschuwde het CBG voor een levensbedreigende hartaritmie. De intraveneuze dosering wordt beperkt tot maximaal 16 mg.
De stof is opgenomen in de lijst van essentiële geneesmiddelen van de WHO.